# 张延成
张延成（1942年5月—），汉族，山东临朐人，中共九届中央候补委员、十届中央委员。

## 生平
1958年8月至1961年8月为潍坊柴油机厂工人。1961年8月参加中国人民解放军，至1966年1月为战士、班长、副班长。1962年5月加入中国共产主义青年团。1964年7月加入中国共产党。1966年1月至1967年6月为潍坊柴油机厂工人、车间团支部书记、车间党支部委员。1967年6月起任山东省革委会委员。1968年2月起任山东省昌潍地区革委会副主任。1973年6月起任山东省总工会筹备小组副组长。1973年7月至1975年11月任山东省总工会副主任。1975年1月当选第四届全国人大常委。1975年11月至1977年4月任中共济宁市委副书记。1982年9月被撤销党内外职务，开除党籍。至2002年12月，在山东防爆电机厂工作。